# درو لاشي
أندرو جون «درو» لاشي (بالإنجليزية: Drew Lachey)‏ (ولد في 8 أغسطس 1976) ممثلة و مغنية أمريكي عرف بكونه عضوا في فرقة 98 درجة الغنائية ، والفائز في الموسم الثاني من الرقص مع النجوم، والشقيق الأصغر نيك لاتشي.

## روابط خارجية
- درو لاشي على موقع IMDb (الإنجليزية)
- درو لاشي على موقع ألو سيني (الفرنسية)
- درو لاشي على موقع ميوزك برينز (الإنجليزية)
- درو لاشي على موقع أول موفي (الإنجليزية)
- درو لاشي على موقع قاعدة بيانات برودواي على الإنترنت (الإنجليزية)
- درو لاشي على موقع إن إن دي بي (الإنجليزية)
- درو لاشي على موقع ديسكوغز (الإنجليزية)
- درو لاشي على موقع قاعدة بيانات الفيلم (الإنجليزية)
- درو لاشي على موقع كينوبويسك (الروسية)